# セックス・モブ
セックス・モブ（Sexmob、Sex Mobとも呼称）は、ニューヨークを本拠地とするアメリカのジャズ・バンドで、スティーヴン・バーンスタインがスライド・トランペットを演奏するためにニッティング・ファクトリーでの媒体として結成された。セックス・モブのセットの特徴は、ユーモラスでありながら前衛的な処理が施されたお馴染みのポップ・ソングやカバーの割合が高いことである。バーンスタインは、これが基本的なジャズの伝統に戻って、馴染みのある歌を歌い、それを分解して再構築することなのだと指摘している。

## メンバー
- スティーヴン・バーンスタイン (Steven Bernstein) - トランペット、スライド・トランペット、アルトホルン
- トニー・シェール (Tony Scherr) - ベース、ギター
- ブリガン・クラウス (Briggan Krauss) - サックス、ギター
- ケニー・ウォルセン (Kenny Wollesen) - ドラム、パーカッション

## ディスコグラフィ

### アルバム
- Din of Inequity (1998年)
- Solid Sender (2000年)
- Theatre & Dance (2000年)
- 『私を愛したスパイ -ジェームス・ボンド・トリビュート-』 - Sex Mob Does Bond (2001年)
- 『ダイム・グラインド・パレス』 - Dime Grind Palace (2003年)
- Sexotica (2006年)
- Sex Mob Meets Medeski/Live in Willisau (2009年)
- Sexmob Plays Fellini: Cinema, Circus & Spaghetti, the Music of Nino Rota (2013年)
- Cultural Capital (2017年)